# 226省道 (浙江省)
S226省道又名泽坎线，是浙江省内一条重要的道路，是温岭市和玉环市对外交通的重要干道。省道北起温岭市泽国镇接104国道，南至玉环县坎门。由于两地经济发展迅速，目前正在开辟复线。